# Processo estocástico contínuo
Em teoria das probabilidades, um processo estocástico contínuo é um tipo de processo estocástico que pode ser considerado "contínuo" como uma função de seu "tempo" ou parâmetro de índice. A continuidade é uma boa propriedade para um processo, mais precisamente, para seus caminhos amostrais, já que implica que eles são bem comportados em algum sentido e, por isso, mais fáceis de analisar. Está implícito aqui que o índice do processo estocástico é uma variável contínua. Alguns autores definem um "processo (estocástico) contínuo" como um processo que exige apenas que a variável do índice seja contínua, sem continuidade dos caminhos amostrais. Em alguma terminologia, este seria um processo estocástico de tempo contínuo, em paralelo à um "processo de tempo discreto". Dada esta possível confusão, é necessário cautela.

## Definições
Considere {\displaystyle (\Omega ,\Sigma ,\mathbf {P} )} um espaço de probabilidade, {\displaystyle T} algum intervalo de tempo e {\displaystyle X:T\times \Omega \to S} um processo estocástico. Por simplicidade, o resto deste artigo assumirá que o espaço de estados {\displaystyle S} é a reta real {\displaystyle \mathbb {R} }, mas as definições permanencem mutatis mutandis se {\displaystyle S} for {\displaystyle \mathbb {R} ^{n}}, um espaço vetorial normado, ou mesmo um espaço métrico geral.

### Continuidade com probabilidade um
Dado um tempo {\displaystyle t\in T}, diz-se que {\displaystyle X} é contínuo com probabilidade um em {\displaystyle t} se:
{\displaystyle \mathbf {P} \left(\left\{\omega \in \Omega \left|\lim _{s\to t}{\big |}X_{s}(\omega )-X_{t}(\omega ){\big |}=0\right.\right\}\right)=1.}

### Continuidade em quadrado da média
Dado um tempo {\displaystyle t\in T}, diz-se que {\displaystyle X} é continuo em quadrado da média em {\displaystyle t} se {\displaystyle \mathbf {E} [|X_{t}|^{2}]<+\infty } e:
{\displaystyle \lim _{s\to t}\mathbf {E} \left[{\big |}X_{s}-X_{t}{\big |}^{2}\right]=0.}

### Continuidade em probabilidade
Dado um tempo {\displaystyle t\in T}, diz-se que {\displaystyle X} é contínuo em probabilidade em {\displaystyle t} se, para todo {\displaystyle \varepsilon >0}:
{\displaystyle \lim _{s\to t}\mathbf {P} \left(\left\{\omega \in \Omega \left|{\big |}X_{s}(\omega )-X_{t}(\omega ){\big |}\geq \varepsilon \right.\right\}\right)=0.}
Equivalentemente, {\displaystyle X} é contínuo em probabilidade no tempo {\displaystyle t} se:
{\displaystyle \lim _{s\to t}\mathbf {E} \left[{\frac {{\big |}X_{s}-X_{t}{\big |}}{1+{\big |}X_{s}-X_{t}{\big |}}}\right]=0.}

### Continuidade em distribuição
Dado um tempo {\displaystyle t\in T}, diz-se que {\displaystyle X} é contínuo em distribuição em {\displaystyle t} se:
{\displaystyle \lim _{s\to t}F_{s}(x)=F_{t}(x)}
para todos os pontos {\displaystyle x} em que {\displaystyle F_{t}} é contínua, sendo que {\displaystyle F_{t}} denota a função distribuição acumulada da variável aleatória {\displaystyle X_{t}}.

### Continuidade amostral
Diz-se que {\displaystyle X} é contínuo amostral se {\displaystyle X_{t}(\omega )} for contínuo em {\displaystyle t} para {\displaystyle \mathbf {P} }-quase todo {\displaystyle \omega \in \Omega }. A continuidade amostral é a noção apropriada de continuidade para processos como as difusões de Itō.

### Continuidade de Feller
Diz-se que {\displaystyle X} é um processo contínuo de Feller se depender continuamente de {\displaystyle x} para qualquer {\displaystyle t\in T} fixo e qualquer função {\displaystyle g:S\to \mathbb {R} ,\mathbf {E} ^{x}[g(X_{t})]} {\displaystyle \Sigma }-mensurável, contínua e limitada. Aqui, {\displaystyle x} denota o estado inicial do processo de {\displaystyle X} e {\displaystyle \mathbf {E} ^{x}} denota a expectativa condicional sobre o evento que {\displaystyle X} começa em {\displaystyle x}.

## Relações
As relações entre os vários tipos de continuidade de processos estocásticos são semelhantes às relações entre os vários tipos de convergência de variáveis aleatórias. Em particular:
- Continuidade com probabilidade um implica continuidade em probabilidade;
- Continuidade em quadrado da média implica continuidade em probabilidade;
- Continuidade com probabilidade não implica, nem é implicada pela continuidade em quadrado da média;
- Continuidade em probabilidade implica, mas não é implicada pela continuidade em distribuição.

É tentador confundir continuidade com probabilidade um com continuidade amostral. Continuidade com probabilidade um no tempo {\displaystyle t} significa que {\displaystyle \mathbf {P} (A_{t})=0}, em que o evento {\displaystyle A_{t}} é dado por:
{\displaystyle A_{t}=\left\{\omega \in \Omega \left|\lim _{s\to t}{\big |}X_{s}(\omega )-X_{t}(\omega ){\big |}\neq 0\right.\right\}}
e é perfeitamente factível checar se isto se aplica ou não para cada {\displaystyle t\in T}. A continuidade amostral, por outro lado, exige que {\displaystyle \mathbf {P} (A)=0}, em que:
{\displaystyle A=\bigcup _{t\in T}A_{t}.}
{\displaystyle A} é uma união não enumerável de eventos, ou seja, não é verdadeiramente o próprio evento, de modo que {\displaystyle \mathbf {P} (A)=0} pode estar indefinido. Além disso, mesmo se {\displaystyle A} for um evento, {\displaystyle \mathbf {P} (A)} pode ser estritamente positivo até se {\displaystyle \mathbf {P} (A_{t})=0} para todo {\displaystyle t\in T}. Este é o caso, por exemplo, com o processo do telégrafo.